# オイラリア (小惑星)
オイラリア（ドイツ語 : 495 Eulalia）は小惑星帯内を公転する小惑星の一つである。

## 特性

リュウグウの起源になったと考えられているオイラリアとポラナの軌道
太陽·
地球·
リュウグウ·
ポラナ·
オイラリア

オイラリアは1902年10月25日、マックス・ヴォルフがドイツにあるハイデルベルク天文台で発見した。「オイラリア」という名称は発見者の義理の祖母にちなんで命名された。小惑星帯の内部を公転する普遍的な小惑星の一つで、直径は約37 km程度で、約29時間かけて自転している。公転周期は約4年で、オイラリアと木星は3：1の軌道共鳴関係に非常に近い状況下にあるとされている。
Lightcurve Database（LCDB）ではオイラリアのスペクトル分類はS型と仮定しているが、2019年の研究ではCb型と確定されている。2013年に発表された研究結果で、オイラリアは「オイラリア族」という一つの小惑星族の中心的存在であることが報告され、このオイラリア族は9〜15億年前に、直径100〜160 kmの天体が天体衝突によって破壊されたことで形成された。
2019年に、オイラリアは(142) ポラナと共に、日本の宇宙探査機はやぶさ2が探査を行った小惑星(162173) リュウグウといった、地球軌道の近傍にあるスペクトル分類がC型のラブルパイル天体の母天体である可能性が高いとする研究結果が発表された。そして、翌年の2020年には約8億年前に地球と月に大量の小天体が飛来していたことが、JAXAの月探査機かぐやによる月面上の衝突クレーターの観測から明らかになった。この大量の小天体は、オイラリアの母天体となる直径100 km以上の天体が破壊された際の破片であり、これらの破片の一部が現在のオイラリア族やリュウグウのような地球近傍小惑星となった可能性が高いとされている。